# Contea di DeKalb (Illinois)
La contea di DeKalb (in inglese DeKalb County) è una contea dello Stato USA dell'Illinois. Il nome le è stato dato in onore del generale Johann de Kalb. Al censimento del 2000 la popolazione era di 88 969 abitanti. Il suo capoluogo è Sycamore.

## Geografia fisica
L'U.S. Census Bureau certifica che l'estensione della contea è di 1645 km², di cui 1642 km² composti da terra e i rimanenti 3 km² composti di acqua.

## Contee confinanti
- Contea di Boone, Illinois - nord
- Contea di McHenry, Illinois - nord-est
- Contea di Kane, Illinois - est
- Contea di Kendall, Illinois - sud-est
- Contea di LaSalle, Illinois - sud
- Contea di Lee, Illinois - ovest
- Contea di Ogle, Illinois - ovest
- Contea di Winnebago, Illinois - nord-ovest

## Storia
La Contea di DeKalb venne costituita il 4 marzo 1837 da parte della contea di Kane.

## Città e township
| Città | Township |
| --- | --- |
| - Cortland - DeKalb - Genoa - Hinckley - Kingston - Kirkland - Lee - Malta - Maple Park - (per la maggior parte nella contea di Kane, Illinois) - Sandwich - Shabbona - Somonauk - Sycamore - Waterman | - Afton Township - Clinton Township - Cortland Township - DeKalb Township - Franklin Township - Genoa Township - Kingston Township - Malta Township - Mayfield Township - Milan Township - Paw Paw Township - Pierce Township - Sandwich Township - Shabbona Township - Somonauk Township - South Grove Township - Squaw Grove Township - Sycamore Township - Victor Township |